# Alan Vega
Alan Vega, pseudonimo di Boruch Alan Bermowitz (Brooklyn, 23 giugno 1938 – New York, 16 luglio 2016), è stato un cantante statunitense, noto per la sua militanza nel duo new wave Suicide assieme a Martin Rev.

## Biografia
Alan Vega nacque a Brooklyn, a New York, nel 1938. Si formò al Brooklyn College e, dopo aver abbandonato gli studi di astrofisica, seguì la sua vocazione artistica studiando sotto la guida dei pittori Ad Reinhardt e Kurt Seligmann per poi laurearsi nel 1960. Realizzò dipinti e sculture ed entrò nella Art Workers' Coalition, inaugurata nel 1969.
Nel 1971, mentre frequentavano il Project of Living Artists di New York, Vega e il musicista Martin "Rev" Reverby formarono i Suicide, gruppo d'avanguardia elettronico passato alla storia per il suo album di debutto pubblicato nel 1977. Nonostante l'iniziale controversa accoglienza da parte della critica e del pubblico (nel corso dei loro concerti venivano fischiati e aggrediti), il gruppo si guadagnò un seguito di appassionati. Si sciolsero dopo la pubblicazione di Suicide: Alan Vega-Martin Rev (1980), ma torneranno a pubblicare musica a più riprese nei decenni successivi.
Alan Vega decise intanto di avviare una carriera solista. I generi blues, rockabilly e country sono quelli presi a modello per il suo album di debutto Alan Vega (1980), contenente Jukebox Babe, entrata al primo posto delle classifiche in Francia e il successivo Collision Drive (1981), rivelatosi un fiasco commerciale nonostante gli apprezzamenti della critica. Saturn Strip (1982) è un disco dalle tinte elettroniche considerato la sua prova più ambiziosa e riuscita. Just a Million Dreams (1985) è l'ultimo album di Vega del decennio. Nel corso degli anni novanta, Vega continuò a pubblicare dischi in solitaria come Deuce Avenue (1990) e Power on to Zero Hour (1995) e collaborò con numerosi artisti tra cui i Mercury Rev, i Pan Sonic, Genesis P-Orridge e Lydia Lunch. Sua è anche la colonna sonora del film Sombre (1998) di Philippe Grandrieux. Nel medesimo periodo uscirono il suo libro illustrato Deuce Avenue War/The Warriors v3/97 e uno di racconti e poesie intitolato Cripple Nation.
Alan Vega morì nella città natale New York nel 2016.

## Discografia

### Da solista

#### Album in studio
- 1981 – Alan Vega
- 1982 – Collision Drive
- 1983 – Saturn Strip
- 1985 – Just a Million Dreams
- 1990 – Deuce Avenue
- 1995 – Power on to Zero Hour
- 1995 – New Raceion
- 1996 – Dujang Prang
- 1996 – Cubist Blues (con Alex Chilton e Ben Vaughn)
- 1998 – Endless (con Pan Sonic)
- 1998 – Righteous Lite™ (con Stephen Lironi)
- 1999 – 2007
- 2004 – Resurrection River (con i Pan Sonic)
- 2007 – Station
- 2017 – IT (con Liz Lamere)
- 2021 – Mutator (con Liz Lamere)

## Colonne sonore

### Cinema
- Sombre (1998), regia di Philippe Grandrieux